# Eduard Buchner
Eduard Büchner (Munique, 20 de maio de 1860 — Focşani, 12 de agosto de 1917) foi um químico alemão premiado com o Prêmio Nobel de Química de 1907, devido "às suas investigações bioquímicas e à descoberta da fermentação livre de células".

## Biografia

### Início de vida
Buchner nasceu em Munique, em 20 de maio de 1860. Ele veio de uma família de acadêmicos da Baviera. Era como filho de um médico e Doutor Extraordinário em Medicina Legal. Seu irmão mais velho era Hans Ernst August Buchner. Em 1884, começou seus estudos de química com Adolf von Baeyer e de botânica com o Professor C. von Naegeli, no Instituto de Botânica, em Munique. Depois de um período trabalhando com Hermann Emil Fischer em Erlangen, Buchner foi premiado com um doutorado na Universidade de Munique em 1888.

### Pesquisa
O experimento para que Buchner ganhasse o Prêmio Nobel consistiu em produzir um extrato livre de células de levedura e mostrar que este "suco de prensa" podia fermentar o açúcar. Este tratado ainda deu outro golpe no vitalismo, mostrando que a presença de células vivas de levedura não eram necessárias para a fermentação. O extrato livre de células foi produzido pela combinação de células de levedura seca, quartzo e diatomito e em seguida pulverizando as células de levedura com um pilão e um almofariz. Esta mistura, então, tornou-se úmida como conteúdo as células de levedura viriam para fora das células. Uma vez que este passo foi feito, a mistura úmida seria colocada através de uma prensa e o "suco de prensa" resultante tinha glicose, frutose, ou maltose adicionada e dióxido de carbono foi visto evoluindo, por vezes durante dias. No extrato, a investigação microscópica não revelou células de leveduras vivas. Buchner teorizou de que as células de levedura ocultavam proteínas para o seu ambiente, a fim de fermentar açúcares, mas foi descoberto mais tarde que a fermentação ocorre no interior das células de levedura. Maria Manaseina afirmou ter descoberto a fermentação de células-livre uma geração antes de Buchner.
Embora seja considerado por alguns que o frasco de Büchner e o funil de Büchner foram nomeados em sua homenagem, eles foram na verdade nomeados em homenagem ao químico industrial Ernst Büchner.
Buchner recebeu o Prêmio Nobel de Química em 1907.

### Vida pessoal
Buchner se casou com Lotte Stahl, em 1900. Durante a Primeira Guerra Mundial, serviu como um Major em um hospital de campanha da linha de frente em Focşani, na Romênia. Ele foi ferido em 3 de agosto de 1917 e morreu destas feridas, nove dias depois, em Munique, aos 57 anos.